# Manel Rosalén i Bellón
Manel Rosalén i Bellón, de vegades escrit Rosalench per error tipogràfic, (Barcelona, 15 de juny de 1911 - Barcelona, 15 de maig de 1989) fou un futbolista català dels anys 1930 i 1940.

## Trajectòria
Era conegut amb el sobrenom del ferralla (chatarra en castellà). Començà la seva trajectòria al CE Júpiter l'any 1930 on romangué durant cinc temporades. El 1935 fou fitxat per l'Hèrcules CF d'Alacant, amb qui jugà a primera divisió la temporada 1935-36. Durant la Guerra Civil espanyola retornà al Júpiter on jugà com a amateur, i dos partits amistosos amb el RCD Espanyol, fins que el FC Barcelona es fixà en ell. Jugà al Barça entre 1939 i 1944, any en què fou cedit breument al Constància d'Inca. Disputà amb el Barcelona 168 partits, 89 d'ells de lliga. Es proclamà campió de la Copa d'Espanya l'any 1942 en la final disputada a l'Estadi de Chamartín derrotant l'Athletic Club per 4 a 3. Els seus darrers clubs foren el CF Badalona i la UE Sant Andreu. Fou internacional amb la selecció de Catalunya. Fou entrenador del CE Júpiter i del CE L'Hospitalet.

## Palmarès
FC Barcelona
- Copa espanyola: 1941-42